# Eragrostis subaequiglumis
Eragrostis subaequiglumis är en gräsart som beskrevs av Stephen Andrew Renvoize. Eragrostis subaequiglumis ingår i släktet kärleksgrässläktet, och familjen gräs. Inga underarter finns listade i Catalogue of Life.